# 渡辺鉱

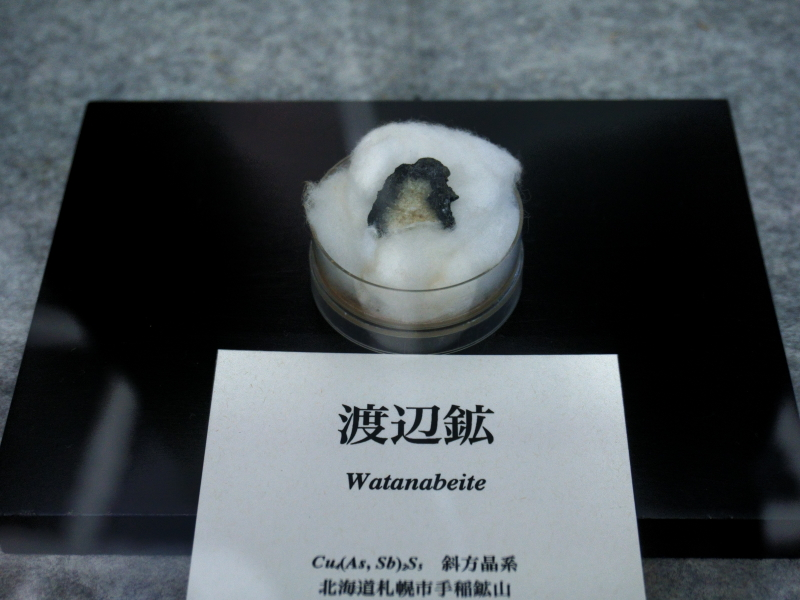
渡辺鉱（秋田大学附属鉱業博物館所蔵）

渡辺鉱（わたなべこう、 Watanabeite）は、1993年に発表された日本産新鉱物で、富山大学の鉱床学者、清水正明（当時、東京大学総合研究資料館に在籍）らにより、北海道の手稲鉱山から発見された。化学組成はCu4(As,Sb)2S5で、斜方晶系。安四面銅鉱と外観・構造共に似ており、肉眼での鑑別は難しく、電子顕微鏡が必要である。東京大学の渡辺武男の鉱床学・鉱物学における業績をたたえて命名されたもの。清水は渡辺鉱発見の業績により、櫻井賞第31号を受賞した。
渡辺鉱の結晶構造は2024年に解明され、四面銅鉱と共通する構造に別の構造が1:1で結合していることが判明した。さらに、記載論文などで指摘されている「渡辺鉱のアンチモン置換体」はファマティナ鉱（Famatinite: Cu3SbS4）であると予想されている。